# Archivio Heroninos

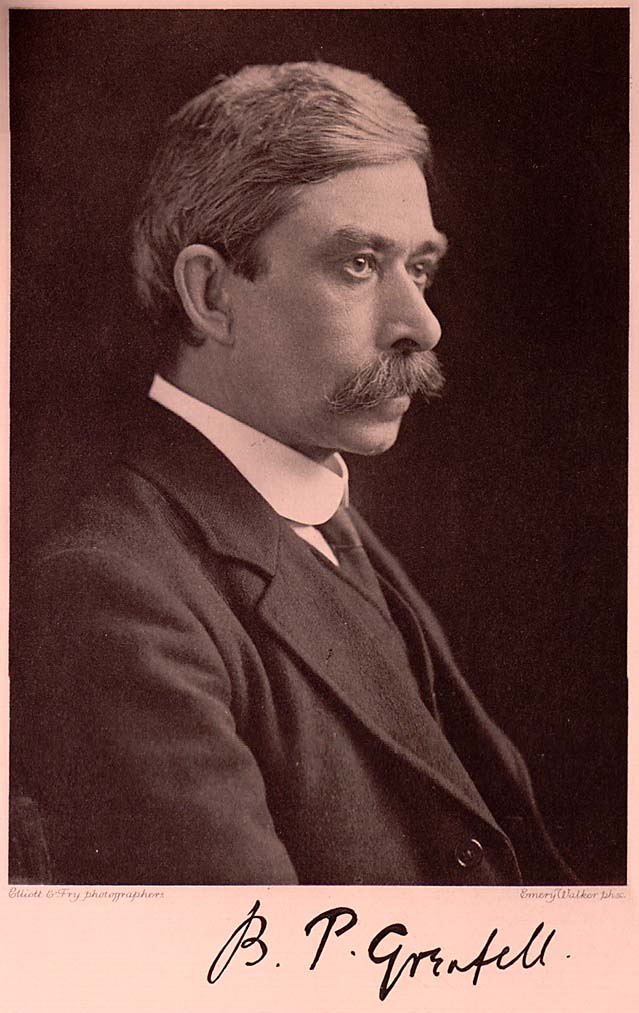
Bernard Grenfell

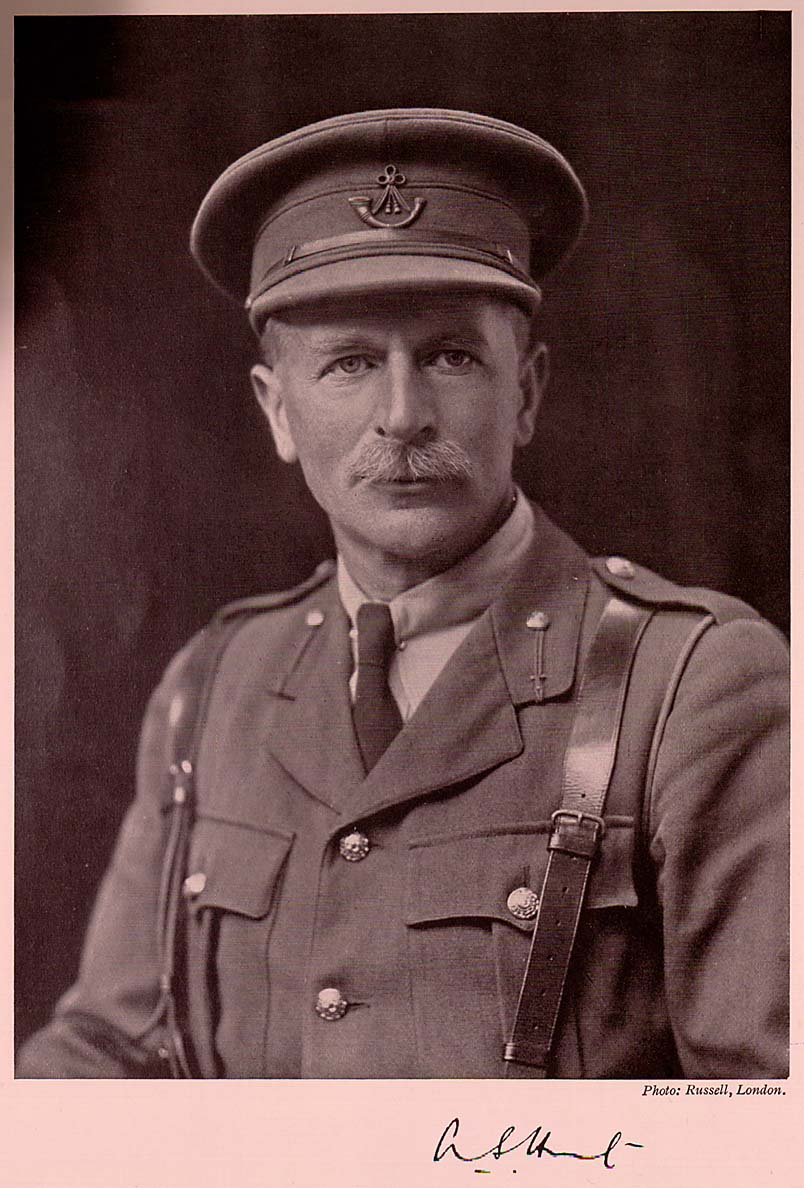
Arthur Hunt

L'archivio Heroninos è una collezione di circa mille papiri risalenti al III secolo, rinvenuti alla fine del XIX secolo ad Harit, sito dell'antica Teadelfia, nel Faiyum egiziano, da Bernard Pyne Grenfell e Arthur Surridge Hunt. L'archivio prende il nome da Heroninos, il phrontistes (Koinè: gestore) del terreno a cui erano indirizzati buona parte dei documenti della collezione.
Oltre ad essere la più ampia collezione di papiri dell'Egitto romano, è anche importante per il fatto che fornisce una completa conoscenza di come si gestiva ai tempi una proprietà romana. Sono stati pubblicati meno della metà dei papiri che compongono la collezione. Gli studiosi credono che nel momento in cui saranno tutti pubblicati, rappresenteranno "uno dei più completi gruppi coerenti di documenti relativi all'impero romano".

## Origine dell'archivio
L'archivio contiene circa mille papiri. Buona parte dei documenti sono registrazioni relative alla gestione di una proprietà appartenuta a Aurelius Appianus. Nel periodo compreso tra il 249 ed il 268, il gestore della proprietà fu un uomo di nome Heroninos. Molte delle lettere dell'archivio sono indirizzate a lui, e provengono dagli altri gestori di proprietà di Crocodilopolis, l'area dell'attuale Faiyum, o dall'amministrazione centrale della proprietà che si trovava nella capitale Arsinoe, gestita da un uomo di nome Alypios.
In molti casi i papiri utilizzati sono molto più antichi delle scritte. Il riutilizzo di materiale da scrittura era una pratica comune per le proprietà di Appianus, e molti dei documenti di Heroninos contengono frammenti di scritture precedenti, relative soprattutto agli affari del consiglio cittadino di Arsinoe. Uno di questi documenti è stato datato al 144 tramite l'utilizzo di tecniche prosopografiche.
I documenti non vengono considerati facenti parte di uno stesso archivio. Le prove a disposizione dimostrano che un altro impiegato della proprietà, un epiktenites chiamato Hermias, li raccoglieva incollandoli uno dopo l'altro fino a formare un singolo papiro che poteva essere arrotolato (un tomos sunkollesimos), mentre un'altra lettera destinata al gestore di una fattoria fa pensare che quest'uomo era abituato a buttare le lettere in un armadio ed a dimenticarsene. Niente fa pensare che Heroninos incollasse le proprie lettere e, anche se i documenti recuperati appartengono a mesi consecutivi di ogni anno di regno, non contengono tutti i documenti allora esistiti.

## Scoperta
Secondo una storia comune, l'archivio fu scoperto alla fine della stagione di scavo 1898/1899 ad Harit, quando gli operai comandati da Grenfell e Hunt decisero di continuare a scavare, recuperando una scatola piena di carte. Molti studiosi hanno espresso dubbi riguardo a questa storia. Il documento P.Fay.133 è stato scoperto prima dell'intero archivio, e BGU 1030 e SB 5807 furono trovati in alcune case in rovina da un'altra squadra di archeologi. La pubblicazione nel 1998 di un'altra lettera che faceva parte del materialo trovato da Grenfell e Hunt nel 1898/18899, ma non inclusa nell'archivio Heroninos, lancia ulteriori dubbi, anche se Mariarosaria Salvo, che tradusse e pubblicò la lettera, considera possibile che la maggior parte dell'archivio si trovasse in una scatola.
L'archivio fu rotto all'inizio del XX secolo, e venduto agli antiquari. Oltre venti importanti collezioni papirologiche contengono parte dell'archivio, anche se le parti più importanti si trovano nella biblioteca Medicea Laurenziana a Firenze, presso la biblioteca universitaria di Praga, e presso la Biblioteca Nazionale d'Austria. Fu con la pubblicazione della maggioranza dei documenti fiorentini che l'archivio divenne famoso come entità unica nell'ambiente scientifico, e fu proprio in questo periodo che all'archivio fu dato il nome di archivio Heroninos.

## Contenuto dell'archivio
L'archivio contiene molti gruppi di testi. Circa 350 sono memorandum interni, corrispondenza diretta a (o più raramente proveniente da) Heroninus riguardante la gestione della proprietà. Cinquanta testi o frammenti sono conti scritti da Heroninus o dal figlio Heronas, che gli succedette, ed altri sono scritti da Eirenaios, gestore di un'altra parte delle proprietà di Appianus ad Euhemeria. Altri cinquanta parlano di altri impiegati di Appianus, e quaranta sembrano essere ricevute fiscali di autorità esterne.
L'archivio Heroninos è considerato molto importante dagli studiosi per il fatto che contiene numerose informazioni su come si gestiva una proprietà di Appianus a Teadelfia, ed in parte minore a Euhemeria. In una prospettiva più ampia, l'archivio fornisce anche molte informazioni sull'economia egizia in periodo romano, e sul funzionamento della società del III secolo.

## Contabilità nell'archivio di Heroninos
Le proprietà di Appianus avevano un complesso sistema standardizzato di contabilità, seguito da tutti coloro che getivano le sue fattorie, le cui attività erano coordinate in modo da svolgere economie di scala.
L'amministratore di ogni suddivisione scriveva i propri conti per la gestione quotidiana della proprietà, per i pagamenti dei dipendenti, la produzione di colture, la vendita di prodotti, l'uso di animali e le spese generali dei dipendenti. Queste informazioni erano riassunte su pezzi di rotoli di papiro uniti per formare la contabilità annua di ogni suddivisione. Le entrate erano divise per settori, con spese e ricavi estrapolati da ogni settore. Questo genere di contabilità permetteva al proprietario di prendere decisioni migliori, dato che le informazioni erano organizzate meglio.